# Neomixis striatigula
Neomixis striatigula е вид птица от семейство Cisticolidae.

## Разпространение
Видът е разпространен в Мадагаскар.